# Invidia (romanzo)
Invidia (The Finishing School), edito da Viking Press nel 2004, è l'ultimo romanzo di Muriel Spark.

## Trama
Rowland Mahler e la moglie Nina sono una giovane coppia che gestisce il Sunrise College, una finishing school di Losanna che ospita un manipolo di studenti internazionali. Tra di loro vi è il diciassette Chris Wiley, un adolescente dallo spiccato talento letterario che manda in crisi Rowland. Dopo aver letto i primi capitoli del romanzo storico (incentrato sull'omicidio di Lord Darnley) che il giovane sta scrivendo, Rowland infatti comincia a soffrire di una terribile invidia professionale, dato che lui stesso è un aspirante romanziere che soffre da tempo di blocco dello scrittore.
Con il passare dell'anno scolastico, l'ossessiva invidia di Rowland diventa sempre più evidente, tanto da mandare in crisi il suo matrimonio con Nina e costringerlo a un breve ritiro in un monastero sulle Alpi. A tormentarlo è il pensiero del romanzo di Chris, di cui non ha più potuto leggere nulla per mesi. Intanto, il caso letterario del promettente scrittore adolescente arriva alle orecchie degli editori britannici, che cominciano a contattarlo per mettere il libro sotto contratto o accaparrarsi i diritti cinematografici. Incoraggiato dalla moglie, che ha intrapreso una relazione con il gallerista Israel, Rowland comincia ad annotare i suoi pensieri sul ragazzo, finendo per scrivere un libro sull'argomento. Chris intanto fomenta il malessere di Rowland, rendendosi conto che l'invidia dell'insegnante il suo tracollo psicologico gli sono di ispirazione.
Tuttavia, tutto cambia quando, verso la fine dell'anno scolastico, un editore legge il manoscritto di Chris, liquidandolo rapidamente come un cattivo romanzo che necessita ancora di un'enorme mole di lavoro per essere pubblicabile. L'interesse del mercato editoriale per Chris e il suo libro si raffredda all'istante e, solo dopo alcuni altri tentativi, riesce a firmare un contratto con l'agenzia di Grace Formby che, rimasta affascinata da Rowland, acquista anche il libro dell'insegnante. Sentendosi tradito e manipolato, Chris tenta di uccidere Rowland gettando la stufetta elettrica nella vasca mentre l'insegnante fa il bagno, senza però riuscire nell'intento.
Alla fine dell'anno scolastico le strade si separano: Nina lascia Rowland per stare con Israel e quasi tutti gli studenti lasciano la scuola. Dopo la pubblicazione dei rispettivi romanzi, Chris e Rowland cominciano a gestire insieme il Sunrise College e, poco dopo, si uniscono civilmente. 

## Edizioni
- Invidia, traduzione di Enrico Terrinoni, Milano, Adelphi, 2004, ISBN 978-8845919343.